# Tatra T3R.E
Tatra T3R.E je typ tramvaje, který vznikl modernizací československé tramvaje Tatra T3.

## Historie
Poté, co byl ve firmě Alstom úspěšně zahájena výroba nové elektrické výzbroje TV Progress, vyvinula společnost novou výzbroj TV Europulse, která je určena pro napájenní asynchronních trakčních motorů. První dva kusy nové asynchronní výzbroje byly v roce 2001 nainstalovány do ostravských tramvají T3SUCS evidenčních čísel 948 a 968. Po provedení příslušných zkoušek byla výzbroj homologována. Vzhledem k ceně výzbroje TV Europulse nebylo k dalším modernizacím přikročeno. Europulse je dále používán pro tramvajové novostavby, např. T3R.EV nebo VarioLF3.
Jeden kus TV Europulse byl namontován i do pražské tramvaje T3 ev.č. 6554. Tento vůz se stal doslova „pokusným králíkem“. V letech 2000 a 2001 jezdil vůz zkušebně s výzbrojí TV Progress (tedy funkční vzorek typu Tatra T3R.P), na přelomu let 2001 a 2002 byla do tramvaje dosazena výzbroj TV Europulse. Takto byl vůz v provozu až do roku 2005, kdy byl modernizován na sériovou tramvaj T3R.P (ev.č. 8300).

## Modernizace
Kromě dosazení nové výzbroje byly oba ostravské vozy celkově zmodernizovány dle probíhajících rekonstrukcí T3R.P. Zato pražský vůz nebyl zmodernizován nijak – pouze byla instalována výzbroj TV Europulse.

## Provoz
Modernizace na typ T3R.E probíhaly v letech 2001 a 2002.
- Česko:
  - Ostrava – modernizovány 2 vozy, vůz 968 byl odstaven z provozu v dubnu 2020
  - Praha – rekonstruován 1 vůz, který byl dále zmodernizován na typ T3R.P